# Temelucha notialis
Temelucha notialis là một loài tò vò trong họ Ichneumonidae.